# Березин, Мэйбл
Мэйбл Березин (англ. Mabel Berezin) — американский социолог и профессор факультета социологии Корнеллского университета.

## Образование и карьера
Березин получила степень доктора философии по социологии в Гарвардском университете в 1987 году. Она работала в Гарварде преподавателем с 1987 по 1989 год, доцентом кафедры социологии в Пенсильванском университете с 1989 по 1996 год и приглашённым доцентом в Калифорнийском университете в Лос-Анджелесе с 1996 по 2001 год. Она начала преподавать в  Корнеллском университете в 2002 году и возглавляла там факультет социологии с 2010 по 2014 год.

## Книги
Березин является автором следующих книг:
- Illiberal Politics in Neoliberal Times: Culture, Security and Populism in the New Europe (Cambridge University Press, 2009) ISBN 978-0-521-83913-6[3].
- Europe without Borders: Remapping Territory, Citizenship, and Identity in a Transnational Age (with Martin Schain, Johns Hopkins University Press, 2003) ISBN 0-8018-7436-X[4].
- Making the Fascist Self: The Political Culture of Interwar Italy (Cornell University Press, 1997) ISBN 0-8014-3202-2[5].